# Chiesa del Santissimo Sacramento e San Michele Arcangelo
La chiesa del Santissimo Sacramento e San Michele Arcangelo, nota come chiesa di San Michele, è una chiesa di Torre del Greco (NA).

## Storia
Il parroco di Santa Croce, Nicolandrea Balzano, fondò un conservatorio per ospitare le orfane della peste del 1656, dotandolo di una rendita. Il conservatorio era situato vicino alla chiesa di Santa Maria dell'Ospedale e veniva sovvenzionato dall'università torrese ed aveva cinque amministratori, nominati dai cinque eletti del popolo.
L'arcivescovo di Napoli Innico Caracciolo nel 1683 ne decise la trasformazione in convento e ne affidò la gestione  a suor Serafina da Capri, che adottò la regola teresiana. Venne costruita tra il 1696 e il 1706 una nuova sede su via di Capo Torre (attuale via Diego Colamarino). Il monastero fu ultimato nel 1706, la chiesa conventuale, dedicata all'Immacolata Concezione, venne consacrata nel 1727 dal vescovo Domenico Galisio (o Galisi) di Lettere.
In seguito all'eruzione del Vesuvio del 1794, la chiesa fu seppellita dalla lava per metà della sua altezza (ca. 7-8 m.), invece il monastero fu quasi completamente distrutto. Le religiose abbandonarono il conservatorio e si trasferirono a Napoli e il poco rimanente dell'edificio fu lottizzato e trasformato in appartamenti e la chiesa fu abbandonata. Infatti, del monastero settecentesco rimangono immutate solo alcune arcate del chiostro, visibili nel cortile di un attuale edificio di via Diego Colamarino.
Nel 1803 la congrega del Santissimo Sacramento e San Michele Arcangelo, fondata nel 1632 e giuridicamente riconosciuta dal re Carlo di Borbone nel 1775, comprò e restaurò la chiesa entro il 1804. Fu creato un nuovo solaio all'altezza della strada, alcuni metri più in alto del calpestio ormai sotterraneo, l'antico finestrone fu trasformato in porta e furono recuperati i materiali sacri per l'attuale chiesa superiore. Esecutore di questi adattamenti fu Ignazio Di Nardo, architetto, ingegnere e urbanista, protagonista insieme al preposito curato Vincenzo Romano della ricostruzione della Torre del Greco post-eruzione. La parte inferiore fu utilizzata per la sepoltura privata dei membri della congrega sicuramente fino agli anni '40, forse fino al 1888, quando venne costruita la cappella congregazionale nel cimitero cittadino.
In seguito alla saturazione dell'ossario, molte ossa erano state lasciate a vista, dando occasione per lo sviluppo di una particolare devozione verso i defunti: delle anime pie, soprattutto donne, "adottavano" un teschio, pregavano per lui, accendevano lumini, lo pulivano, chiedendo in cambio grazie ed intercessioni. È il culto dei morti detti "anime pezzentelle" o "capuzzelle".
Durante la seconda guerra mondiale, l'ambiente sotterraneo venne usato come rifugio antiaereo. Fu abbandonato dopo che il Cardinale Arcivescovo di Napoli Corrado Ursi decise di sradicare il culto dei morti nella sua deriva pagana nel 1969. Nel 1979 venne parzialmente ripulito dal sacerdote Nicola Ciavolino con il Gruppo archeologico torrese, rendendone possibile la visita. Purtroppo negli anni '80 l'Ipogeo è statosfruttato per sversamenti illegali di materiali di risulta provenienti dagli edifici di Torre dopo il terremoto del 1980. Nel 2010 è stato riaperto al pubblico a cura del Gruppo Archeologico Vesuviano (GAV) insieme alla sacrestia originale (o cappella privata) delle monache affrescata.
Attualmente il sito ipogeo è visitabile, ma non è ancora completamente ripulita la cripta posta sul terzo livello, occupato da sversamenti di macerie e materiali di risulta del terremoto dell'80.

## Descrizione
Il convento aveva una pianta quadrata con chiostro circondato da portici: di esso attualmente resta superstite un corridoio con cellette riadattate ad abitazioni civili e un solo lato dei portici del chiostro visibile nel cortile di un edificio di via Diego Colamarino.
La chiesa era fortemente rialzata e vi si accedeva da due rampe di dodici gradini. Presentava una navata unica a croce latina ed un'alta cupola.
Sull'altare maggiore vi era un quadro di Paolo de Matteis con l'Immacolata Concezione, altri altari erano dedicati a Santa Teresa ed al Crocifisso.
Cinque medaglioni raffiguravano santi. Il pavimento era in cotto e riggiole di maestranze di Massa Lubrense, di cui restano frammenti.
La sacrestia (interpretata anche come cappella privata delle monache) era divisa in due da un arco e presentava affreschi di De Matteis a finte architetture (effetto "trompe l'oeil"), tra cui scene della vita di S. Teresa, simboli mariani, L'Eterno Padre con la colomba dello Spirito Santo e La Gloria della Vergine.